# Tällberg
Tällberg – miejscowość (tätort) w Szwecji, w regionie administracyjnym (län) Dalarna, w gminie Leksand.
Według danych Szwedzkiego Urzędu Statystycznego liczba ludności wyniosła: 875 (31 grudnia 2015), 885 (31 grudnia 2018) i 864 (31 grudnia 2019).